# اس‌اس تورینگن (۱۹۲۲)
اس‌اس تورینگن (۱۹۲۲) (به انگلیسی: SS Thuringia (1922)) یک کشتی بود که طول آن ۱۵۰٫۹۰ متر (۴۹۵ فوت ۱ اینچ) بود. این کشتی در سال ۱۹۲۲ ساخته شد.